# Palotské lúky
Palotské lúky este o arie protejată (arie specială de conservare — SAC, sit de importanță comunitară — SCI) din Slovacia întinsă pe o suprafață de 29,57 ha, integral pe uscat.

## Localizare
Centrul sitului Palotské lúky este situat la coordonatele 49°17′18″N 22°00′39″E / 49.288418°N 22.010899°E.

## Înființare
Situl Palotské lúky a fost declarat sit de importanță comunitară în decembrie 2021.

## Biodiversitate
Situată în ecoregiunea alpină, aria protejată conține 1 habitat natural: Fânețe de joasă altitudine (Alopecurus pratensis, Sanguisorba officinalis).
La baza desemnării sitului se află un număr nedeclarat de specii protejate.